# سعيد شبار
سعيد شبار أستاذ جامعي وكاتب ومفكر مغربي، ولد سنة 1963م جهة بني ملال خنيفرة المغرب، له العديد من المشاركات العلمية والبحثية في الندوات والمؤتمرات الوطنية والدولية. كما ساهم في تأطير ومناقشة وتكوين مجموعة من الأكاديميين.

## شواهده العلمية
- حصل على شهادة الإجازة في الدراسات الإسلامية، من كلية الآداب والعلوم الإنسانية بجامعة الحسن الثاني بالدار البيضاء سنة 1987م.
- شهادة الدراسات المعمقة من دار الحديث الحسنية، الرباط.
- دبلوم الدراسات العليا، تخصص الفكر الإسلامي والحضارة من جامعة محمد الخامس بالرباط، سنة 1990م.
- دكتوراه دولة، في موضوع: الاجتهاد والتجديد في الفكر الإسلامي المعاصر: دراسة في الأسس المرجعية والمنهجية، بجامعة محمد الخامس، سنة 2000م.[1]

## مهامه
شغل الدكتور سعيد شبار مجموعة من المهام، من بينها:
- الكاتب العام للمجلس العلمي الأعلى بالمغرب، منذ 2024.
- أستاذ الفكر الإسلامي، والعقيدة والأديان المقارنة، بكلية الآداب والعلوم الإنسانية، جامعة السلطان مولاي سليمان، بني ملال.
- منسق ماستر الحوار الديني والحضاري وقضايا الاجتهاد والتجديد في الثقافة الإسلامية.
- رئيس وحدة التكوين في الدكتوراه: الحوار الديني والثقافي في الحضارة الإسلامية.
- رئيس مركز دراسات المعرفة والحضارة، بني ملال.
- رئيس المجلس العلمي المحلي بني ملال من سنة 2009 إلى 2023.
- خبير محكم في الدراسات الفكرية ومقارنة الأديان للعديد من المجلات العلمية.[2]

## مؤلفاته
- الاجتهاد والتجديد في الفكر الإسلامي المعاصر: دراسة في الأسس المرجعية والمنهجية، المعهد العالمي للفكر الإسلامي، هرندن، الطبعة الأولى، 2007.
- المصطلح: خيار لغوي.. وسمة حضارية، كتاب الأمة، قطر، العدد 78، الطبعة الأولى، رجب 1421هـ، 2000م. أعيد نشره تحت عنوان: المصطلحات والمفاهيم في الثقافة الإسلامية بين البناء الشرعي والتداول التاريخي، مركز دراسات المعرفة والحضارة.[3]
- النخبة والإيديولوجيا والحداثة، دار الهادي، بيروت، 2005، وأعيد نشره أيضا، بعنوان: النخبة والإيديولوجيا والحداثة في الخطاب العربي المعاصر، مركز دراسات المعرفة والحضارة،.[4]
- الأسس المرجعية والمنهجية لتجديد الفكر الإسلامي، المنظمة الإسلامية للعلوم والفكر والثقافة إيسيسكو، 1432هـ، 2011م.
- النص الإسلامي في قراءات الفكر العربي المعاصر، مطبعة القرويين، الطبعة الأولى، 1999م.
- حوارات من أجل الذكرى والذاكرة حول قضايا في الفكر العربي والإسلامي والغربي، مع د. عبد الوهاب المسيري، د. محمد عابد الجابري، د. محمد أركون، د. طه عبد الرحمن، مركز دراسات المعرفة والحضارة،.[5]
- الثقافة والعولمة وقضايا إصلاح الفكر والتجديد في الثقافة الإسلامية، مركز دراسات المعرفة والحضارة،.[6]